# 베람 카얄
베람 카얄(히브리어: בירם כיאל, 아랍어: بيرم كيال, Beram Kayal, 1988년 5월 2일 ~ )은 팔레스타인계 이스라엘의 축구 선수로 현재 브네이 사크닌에서 미드필더로 활약 중이다.

## 선수 경력

### 클럽
2005년 마카비 하이파에서 데뷔하여 2006-07 시즌까지는 공식전 8경기만 소화했음에도 2005-06 시즌 이스라엘 프리미어리그 우승을 이뤄냈고 2007-08 시즌부터 2009-10 시즌까지는 팀의 주축 미드필더로 활동하는 동안 공식전 117경기를 소화하며 2007-08 토토컵 우승, 2008-09 시즌 리그 우승, 2008-09 이스라엘 스테이트컵 준우승, 2009-10 리그 준우승 등에 기여했다.
그리고 2009-10 시즌을 마친 뒤 스코티시 프리미어십의 명문팀인 셀틱 FC와 입단 계약을 맺은 후 2014-15 시즌까지 공식전 132경기 3골을 기록하며 리그 4연패(2011-12, 2012-13, 2013-14, 2014-15), 스코티시컵 2회 우승(2010-11, 2012-13), 스코티시 리그컵 2회 준우승(2010-11, 2011-12) 등에 공헌했다.
그 후 잉글랜드 EFL 챔피언십의 브라이턴 & 호브 앨비언으로 이적하여 2018-19 시즌까지 공식전 131경기 5골을 기록하면서 2015-16 EFL 챔피언십 3위, 2016-17 EFL 챔피언십 준우승 및 차기 시즌 1부 리그 승격, 2017-18 잉글랜드 FA컵 8강, 2018-19 잉글랜드 FA컵 4강 진출 등의 성과를 거두었다.
이후 2018-19 시즌을 앞두고 또 다른 EFL 챔피언십 소속팀인 찰턴 애슬레틱으로 임대 이적하여 리그 6경기를 소화했고 찰턴이 3부 리그로 강등된 직후 브네이 사크닌으로의 이적을 통해 10년만에 모국으로 돌아온 뒤 2020-21 토토컵 준우승에 이바지했다.

### 국가대표팀
2004년부터 2009년까지 이스라엘 연령대별 대표팀 소속으로 활동하며 50경기 10골을 기록하며 이스라엘 U-21 대표팀의 2007년 발레리 로바노프스키 기념 국제 축구 대회 우승에 기여했다.
그리고 이에 앞선 2008년 9월 6일 이스라엘 성인대표팀 소속으로 스위스와의 친선 경기에서 국제 A매치 데뷔전을 치렀고 2011년 3월 26일 라트비아와의 UEFA 유로 2012 예선 F조 5차전에서 A매치 데뷔골을 신고하며 팀의 2-1 승리에 일조했다.
이후 2018년 11월 21일 스코틀랜드와의 2018-19년 UEFA 네이션스리그 C 1조 최종전에서 8년만에 A매치 득점을 기록했고 팀은 비록 이 경기에서 2-3으로 석패했지만 스코틀랜드에 이어 조 2위로 차기 시즌 리그 B 승격에 성공했다.

## 사생활
베람 카얄은 전 이탈리아 국가대표팀의 미드필더이자 2006년 FIFA 월드컵 우승의 주역이였던 안드레아 피를로의 팬으로 그의 아들의 이름을 피를로 카얄로 지었다.

## 수상

### 클럽
마카비 하이파
- 이스라엘 프리미어리그 : 우승 (2005-06, 2008-09), 준우승 (2009-10)
- 이스라엘 스테이트컵 : 준우승 (2008-09)
- 토토컵 : 우승 (2007-08)

 셀틱 FC
- 스코티시 프리미어십 : 우승 (2011-12, 2012-13, 2013-14, 2014-15)
- 스코티시컵 : 우승 (2010-11, 2012-13)
- 스코티시 리그컵 : 준우승 (2010-11, 2011-12)

 브라이턴 & 호브 앨비언
- EFL 챔피언십 : 준우승 (2016-17), 3위 (2015-16)
- 잉글랜드 FA컵 : 4강 (2018-19)

브네이 사크닌
- 토토컵 : 준우승 (2020-21)

### 국가대표팀
이스라엘 U-21
- 발레리 로바노프스키 기념 축구 대회 : 우승 (2007)